# Groovy
Groovy (anglická výslovnost [ˈgruːvi]) je objektově orientovaný programovací jazyk pro platformu Java. Jde o alternativu k programovacímu jazyku Java. Lze na něj pohlížet jako na skriptovací jazyk pro javovskou platformu. Inspiraci čerpal z jazyků Python, Ruby, Perl a Smalltalk. Využívá výhody objektového programování, ale zároveň poskytuje zjednodušenou „skriptovací“ syntaxi, která umí „zabalit a rozbalit“ často opakované části kódu. Jedním z jeho cílů je redukovat „povinný“ kód a zjednodušit tak tvorbu webových, databázových či desktopových aplikací. Kompilace je prováděna přímo do bajtkódu, takže jej můžeme použít všude tam, kde funguje Java.

## Nastavení prostředí
Pro vývoj v jazyce Groovy je potřeba stáhnout binární distribuci např. z domovské stránky. A mít nainstalováno vývojové prostředí Java. Pak už jen stačí nastavit některé proměnné prostředí:
- přidat GROOVY_HOME proměnnou na adresář, ve kterém je uložena distribuce
- do PATH proměnné přidat cestu do adresáře GROOVY_HOME/bin
- a nastavit JAVA_HOME proměnnou na adresář, ve kterém je vaše JDK.

Následně je možné spustit groovy shell příkazem groovysh nebo GUI konzolu příkazem groovyConsole.

## Některé vlastnosti jazyka Groovy
Jednoduchým příkladem může být vypsání věty „Vítej světe!“ na konzolu. V Javě je potřeba kromě samotného příkazu definovat třídu a hlavní metodu:
```
class
 
VítejSvěte
 
{

    
public
 
static
 
void
 
main
(
String
[]
 
args
)
 
{

        
System
.
out
.
println
 
(
"Vítej světe!"
);

    
}

}

```

Stejného výsledku je v jazyce Groovy možno dosáhnout například následujícím jednoduchým způsobem:
```
println
 
"Vítej světe!"

```

Takže Groovy doplní všechen ostatní kód (definici třídy a hlavní metody, detaily syntaxe jako jsou závorky) potřebný pro překlad v Javě. Jednotlivé příkazy není zapotřebí zakončovat středníkem.
Dalším zjednodušením je oblast datových typů. Datový typ se implicitně nadefinuje dle vložené hodnoty. A co víc, v případě použití pole, seznamu atd. je možné libovolně vkládat různé datové typy jako je to v následujícím příkladě:
```
seznamČísel
 
=
 
[
1776
,
 
-
1
,
 
33.3333
,
 
"pět"
,
 
928734928763
]

```

Nebo můžeme vytvořit jednoduchou mapu následovně:
```
výška
 
=
 
[
"Martin"
:
190
,
 
"Helena"
:
155
,
 
"Věra"
:
"Neuvedla"
]

```

Groovy častokrát umožňuje více variant správné syntaxe, jako v následujícím příkladě:
```
println
 
"Martinova výška je: "
 
+
 
výška
.
Martin

println
 
"Martinova výška je: "
 
+
 
výška
[
"Martin"
]

println
 
"Martinova výška je: ${výška.Martin}"

```

V posledním řádku je proměnná volána zevnitř složených závorek díky znakům ${}, které upozorňují, že uvnitř se nachází Groovy výraz.
Dále můžeme vložit jednoduchý cyklus na procházení výše uvedené mapy včetně podmínky pro vypsání obsahu:
```
výška
.
each
 
{

    
if
 
(
it
.
value
 
==
 
"Neuvedla"
)
 
{

        
println
 
it
.
key
 
+
 
" neuvedl/a svou výšku."

    
}
 
else
 
{

        
if
 
(
it
.
value
 
<
 
170
)
 
{

            
println
 
it
.
key
 
+
 
" měří méně než 170 cm."

        
}
 
else
 
{

            
println
 
it
.
key
 
+
 
" měří nejméně 170 cm."

        
}

    
}

}

```

Klíčové slovo it představuje automatickou proměnnou, do které se ukládá aktuální hodnota nebo objekt. V tomto případě je to aktuální záznam v mapě.
V příkladu je vidět i použití booleanovských operátorů, které jsou podobné jako v Javě a zahrnují následující možnosti:
```
==

!=

>

>=

<

<=

```

Na rozdíl od Javy však v Groovy operátor == znamená logickou rovnost pro všechny typy atributů. V Javě se např. pro porovnání obsahu dvou atributů obsahujících řetězec musí použít metoda equals().

### Uzávěry
Dalším zjednodušujícím prvkem Groovy jsou uzávěry (anglicky closure [ˈkləužə(r)]). V následujícím příkladu je vidět, jak můžeme celou třídu nahradit jednoduchým uzávěrem:
Třída
```
public
 
class
 
DruháMocnina
 
{

    
public
 
static
 
int
 
umocni
(
int
 
číslo
)
 
{

        
return
 
číslo
 
*
 
číslo
;

    
}

}

```

Uzávěr
```
def
 
c
 
=
 
{
 
číslo
 
->
 
číslo
 
*
 
číslo
 
}

```

V prvním případě musíme pro vypsání mocniny čísla zavolat statickou metodu třídy DruháMocnina. U uzávěru je metoda uložena v atributu c a pro vypsání mocniny např. čísla 99 nám stačí následující příkaz:
```
println c(99)
```

Atribut, ve kterém je uzávěr uložen, pak můžeme předávat napříč programem, jako jakýkoliv jiný atribut.
Uzávěr se na první pohled podobá klasickému bloku. Blok je však prováděn hned jak na něj překladač natrefí. Uzávěr je potřeba explicitně zavolat.
Předcházející uzávěr můžeme definovat ještě jednodušeji s využitím klíčového slova it.
```
def c = { it * it }
```

Proměnná „it“ v sobě automaticky ukládá parametr, který je při volání uzávěru zadán.

### Práce se soubory
Relativně jednoduchá je i práce se soubory. Následujícím scriptem vypíšeme na konzolu obsah textového souboru test.txt, přičemž každý řádek bude začínat řetězcem Řádek souboru:
```
soubor
 
=
 
new
 
File
(
"C:\\test.txt"
)

tiskniŘádekSouboru
 
=
 
{
 
println
 
"Řádek souboru: "
 
+
 
it
 
}

soubor
.
eachLine
(
tiskniŘádekSouboru
)

```

V definici cesty k souboru je stejně jako v Javě použito dvou lomítek, jelikož se jedná o escape sekvenci.

### GUI
V Groovy je možné využít všechny třídy z Javovské knihovny AWT či Swing. Avšak Groovy poskytuje i svůj vlastní „SwingBuilder“, který umí vytvářet plnohodnotný GUI deklarativním způsobem. Využívá přitom tzv. Builders, které se postarají o vytváření komplexních objektů, jako například vytváření instancí potomků či volání Swingových metod. Následující příklad vytvoří malé aplikační okno s tlačítkem, které po každém stisknutí vypíše součet všech stisknutí od začátku aplikace.
```
import
 
groovy.swing.SwingBuilder

import
 
java.awt.BorderLayout
 
as
 
BL

počet
 
=
 
0

new
 
SwingBuilder
().
edt
 
{

    
frame
(
title
:
'
Okno
'
,
 
size
:
[
300
,
300
]
,
 
show
:
 
true
)
 
{

        
borderLayout
()

        
textlabel
 
=
 
label
(
text
:
"Click the button!"
,
 
constraints
:
 
BL
.
NORTH
)

        
button
(
text
:
'
Click
 
Me
'
,

                
actionPerformed
:
 
{
 
počet
++
;
 
textlabel
.
text
 
=
 
"Kliknuto ${počet} krát."
;
 
println
 
"kliknuto"
 
},

                
constraints
:
BL
.
SOUTH
)

    
}

}

```

## Grails framework
Jedním z frameworků postavených na Groovy jazyce je Grails framework. Ten umožňuje rychlejší vytváření náročných webových aplikací. V současnosti je tento framework přímo podporován například i ve vývojovém prostředí NetBeans (od verze 6.8), které se o většinu základní konfigurace postará, a tak si můžete snadno vyzkoušet ukázkové příklady, které v sobě zahrnuje, nebo které jsou k dispozici na domovské stránce Grails. Samotný vývoj pomocí tohoto frameworku je postaven na principu „Convention over Configuration“. To znamená, že vývojář je co nejvíce odlehčen od zdlouhavého rozhodování a konfigurování, přičemž se však musí uspokojit s přednastavenou implementací.
Grails se vyznačuje tzv. architektonickým přístupem model-view-controller (MVC). Výsledkem je přehledně strukturovaná aplikace, která si, i v případě velké robustnosti, zachovává relativně snadnou obsluhu a modifikovatelnost.